# کمیسیون انجمن‌های علمی ایران
کمیسیون انجمن‌های علمی ایران مرجع قانونی صدور مجوز تأسیس انجمن‌های علمی غیرپزشکی در ایران - طبق مصوبه ۲۶۲ شورای عالی انقلاب فرهنگی، ۷ مهر ۱۳۷۰ - است. این کمیسیون زیر نظر معاونت پژوهشی وزارت علوم، تحقیقات و فناوری فعالیت می‌کند. هم‌اکنون علی ایرانمنش دبیر این کمیسیون است.

## جایگاه قانونی
۷ مهر ۱۳۷۰ شورای عالی انقلاب فرهنگی مصوبه شماره ۲۶۲ خود را صادر کرد. طبق این مصوبه، صدور مجوز تأسیس انجمن‌های علمی، تجدید پروانه و نظارت بر حسن انجام کار آن‌ها، بسته به مورد، به وزارت علوم، تحقیقات و فناوری، یا وزارت بهداشت، درمان و آموزش پزشکی یا وزارت فرهنگ و ارشاد اسلامی واگذار شد. طبق این مصوبه، هم‌اکنون، کمیسیون انجمن‌های علمی ایران مرجع قانونی صدور مجوز تأسیس انجمن‌های علمی غیرپزشکی در حوزه معاونت پژوهشی وزارت علوم، تحقیقات و فناوری است.

لوگوی قدیمی کمیسیون انجمن‌های علمی ایران

## آمار انجمن‌های علمی ایران
تاکنون 370 انجمن علمی از کمیسیون انجمن‌های علمی ایران مجوز گرفته‌اند. 

## تاریخچه انجمن‌های علمی در ایران
دوره نخست (۱۳۴۰–۱۳۱۰)
در این دوره، گروه‌های کشاورزی، علوم پایه و علوم انسانی فعالیت چشم‌گیری نداشتند. هرچند، محفل‌های خصوصی و غیررسمی از استادان و دانشوران تشکیل شد. اهم رویدادهای این دوره عبارت بودند از:
- ۱۳۱۰: جمعیت فیزیک و شیمی ایران به عنوان نخستین انجمن علمی در تاریخ ایران راه‌اندازی شد. این انجمن با گردهم‌آیی شمار اندکی از فیزیکدانان ایرانی در آزمایشگاه فیزیک دانشکده علوم دانشسرای عالی آغاز به‌کار کرد؛ ولی، چندی بعد منحل شد.
- دهه ۱۳۲۰: کانون مهندسین ایران، مجمع وکلای دادگستری و انجمن مامایی ایران نیز فعالیت خود را آغاز کردند.
- دهه ۱۳۳۰: انجمن پزشکی فعالیت خود را آغاز کرد، و در سال ۱۳۴۰ به انتشار نشریات گوناگون گروه‌های پزشکی مبادرت کرد.

دوره دوم (۱۳۷۰–۱۳۴۰)
این دوره، فعالیت انجمن‌های علمی در سال‌های ۱۳۴۰ تا ۱۳۷۰ را در بر می‌گیرد، که نقش وزارت علوم در تشکیل انجمن‌های علمی برجسته‌تر شد. در واقع، بیش‌تر انجمن‌های علمی با کمک این وزارتخانه تشکیل شدند. این در نتیجه آگاهی بیش‌تر مسئولان از نقش انجمن‌های علمی در پیش‌برد دانش بود. شکل‌گیری انجمن‌هایی مثل انجمن ریاضی ایران، انجمن مدیریت ایران، و انجمن روانشناسی ایران با کمک وزارت علوم در آن سال‌ها و تصویب طرح تشکیل انجمن‌های علمی از سوی شورای هماهنگی دانشگاه‌ها نمودهای بارز آن رویکرد است. از این رو، تا سال ۱۳۵۷، ۷۸ انجمن علمی در گروه‌های علوم پزشکی، علوم پایه، کشاورزی، فنی و مهندسی و علوم انسانی فعالیت خود را در ایران آغاز کردند. در سال ۱۳۶۲ مسئولیت انجمن‌ها و مجامع علمی کشور به‌طور قانونی به وزارت علوم، تحقیقات و فناوری واگذار شد، و دفتر همکاری‌های علمی و بین‌المللی، زیر نظر معاونت پژوهشی، اداره امور انجمن‌ها را بر عهده گرفت. در سال ۱۳۶۶ نیز آیین‌نامه نحوه صدور تأسیس انجمن‌های علمی کشور تدوین شد. این آیین‌نامه به وزارت علوم، تحقیقات و فناوری اختیار داد مجوز تأسیس انجمن‌های علمی را صادر یا فعالیت‌های آن‌ها را تأیید کند.
دوره سوم (۱۳۷۰ به بعد)
این دوره از سال ۱۳۷۰ آغاز شد. ۷ مهر ۱۳۷۰ شورای عالی انقلاب فرهنگی مصوبه شماره ۲۶۲ خود را صادر کرد. طبق آن، صدور مجوز تأسیس انجمن‌های علمی، تجدید پروانه و نظارت بر حسن انجام کار آن‌ها، بسته به مورد، برعهده وزارتخانه‌های علوم، تحقیقات و فناوری، بهداشت و درمان و آموزش پزشکی و فرهنگ و ارشاد اسلامی گذاشته شده‌است. طبق این مصوبه، هم‌اکنون، کمیسیون انجمن‌های علمی ایران مسئولیت صدور مجوز تأسیس انجمن‌های علمی غیرپزشکی را - در حوزه معاونت پژوهشی وزارت علوم، تحقیقات و فناوری - برعهده دارد.